# Federatie van Somalische Associaties in Nederland
De Federatie van Somalische Associaties in Nederland (FSAN) is een samenwerkingsverband van ruim 50 lokale Somalische organisaties in Nederland.

## Geschiedenis en organisatie
FSAN werd opgericht in 1994 en is gevestigd te Amsterdam. Lid van de federatie kunnen organisaties zijn die als doel hebben de positie van Somalische mensen in Nederland te versterken en hun participatie in de Nederlandse samenleving te bevorderen. FSAN behartigt hun belangen en vormt een spreekbuis van de Somalische gemeenschap in Nederland. Het hoogste orgaan van FSAN is de raad van aangeslotenen. FSAN organiseert regelmatig bijeenkomsten en geeft ook (samen met andere organisaties) publicaties uit, zoals over meisjesbesnijdenis de Focal Point-nieuwsbrief en de dvd Ma Gudni (beide in samenwerking met Pharos).
De twee voornaamste activiteiten van FSAN zijn:
- actie tegen vrouwenbesnijdenis (VGV, vrouwelijke genitale verminking): zowel structurele als actuele bestrijding hiervan in Nederland en Somalië, in het bijzonder van meisjesbesnijdenis. Daartoe werkt FSAN nauw samen met Nederlandse instellingen als Pharos en het ministerie van VWS. Sinds 2004 organiseert FSAN samen met Pharos jaarlijks begin februari de Zero Tolerance Dag tegen VGV, in 2011 voor de achtste maal.
- actie tegen de burgeroorlog in Somalië: pogen deze te laten stoppen en het lot van de slachtoffers te verbeteren in Nederland en elders. Daartoe gebruikt FSAN alle kanalen die haar ter beschikking staan.

## Lidorganisaties
- Stichting Somaliërs Haarlem en Omgeving (Haarlem)
- Stichting Somalische Belangengemeenschap in Nijmegen, SBIN (Nijmegen)
- Somalische Vereniging Ede (Ede)
- Stichting Vrienden van Somalië (Apeldoorn)
- Somalische Vereniging Samatalis Groningen (Groningen)
- Somalische Jongeren in Friesland (Leeuwarden)
- Iftiin vrouwen in Roermond (Roermond
- Somalische Stichting Midden-Limburg (Roermond)
- Stichting Rajo (Tilburg)
- Stichting SOON (Tilburg) (Bron??)
- Stichting Somalische Gemeenschap Eindhoven (Eindhoven)
- Stichting Somalische Gemeenschap 's-Hertogenbosch ('s-Hertogenbosch)
- Stichting Horseed (Helmond)
- Somalische Vereniging Gallad (Oss)
- Somalische Zelforganisatie Brabant SOMZOB (Waalre)
- Somalische Vereniging Amsterdam en Omgeving SOMVAO
- Stichting Iftiin (Amstelveen)
- Stichting Kaah (Volendam)
- Stichting Iskaashi (Amsterdam)
- Stichting Daryeel (Amsterdam)
- Stichting Puntned (Amsterdam)
- Vereniging Jongeren sport (Akersloot)
- Stichting Socio-kulturele Associatie te Oost-Achterhoek en Twente (Eibergen)
- Stichting Somalische Gelderland en Overijssel (Enschede)
- Horseed Vrouwen in Utrecht (Utrecht)
- Stichting Africa SKY (Utrecht)
- Somacent Development Research and Rehabilitation (Nieuwegein)
- Stichting SONPPCAN (Harmelen)
- Barawani Gemeenschap in Nederland (Leidschendam)
- Ocean Training and Promotion, OTP (Den Haag)
- Stichting Bewonersorganisatie van Somaliërs in de Schilderwijk, SBSS (Den Haag)
- Somalische Culturele Vereniging Nederland (Rotterdam)
- Somalische vrouwen Buluglay (Rotterdam)
- Stichting Amaan (Zoetermeer)
- Stichting Dalmar (Den Haag)
- Stichting Digil en Mirifle (Den Haag)
- Stichting EuroSoma (Vlaardingen)
- Stichting Midnimo (Delft)
- Stichting Nedsom (Den Haag)
- Stichting Somalische Vrouwen in Leiden (Leiden)
- Stichting Somalische Cultuur (Alphen aan den Rijn)
- Stichting SONECA (Den Haag)
- Stichting Welzijn Somalië, SWO (Den Haag)
- Stichting Somaliërs in Groningen, SSG
- Stichting Warsan (Gouda)